# Tanimbarvliegenvanger
De Tanimbarvliegenvanger (Microeca hemixantha) is een zangvogel uit de familie Petroicidae (Australische vliegenvangers).

## Verspreiding en leefgebied
Deze soort is endemisch op de Indonesische Tanimbar-eilanden in de zuidoostelijk Molukken.

## Status
De grootte van de populatie is niet gekwantificeerd maar de soort wordt omschreven als vrij algemeen tot algemeen. Op de Rode lijst van de IUCN heeft deze soort de status niet bedreigd.